# Белаковская, Анжелина Яковлевна
Анжелина Яковлевна Белаковская (род. 17 мая 1969, Одесса) — американская шахматистка, гроссмейстер (1993) среди женщин.
С 1991 живёт в США. Окончила Одесский сельскохозяйственный институт и Нью-Йоркский университет. 
В составе сборной США участница трех Олимпиад (1994—1998). Чемпионка США (1995, 1996, 1999).

## Изменения рейтинга
| Графики недоступны из-за технических проблем. См. информацию на Фабрикаторе и на mediawiki.org. |